# Sinaia
Sinaia é uma cidade da Romênia com 14.636 habitantes, localizada no judeţ (distrito) de Prahova.

## História
O primeiro-ministro liberal romeno Ion G. Duca foi assassinado em 29 de dezembro de 1933 por Legionários da Guarda de Ferro em uma plataforma da estação ferroviária de Sinaia.

## Atrações locais
O Castelo de Peleş, palácio de verão dos monarcas romenos, localiza-se em Sinaia. É considerado um dos mais belos da Europa. Também localizam-se na cidade o Palácio de Pelişor e o Monastério de Sinaia. Além disso, a cidade promove uma série de eventos artísticos e culturais.

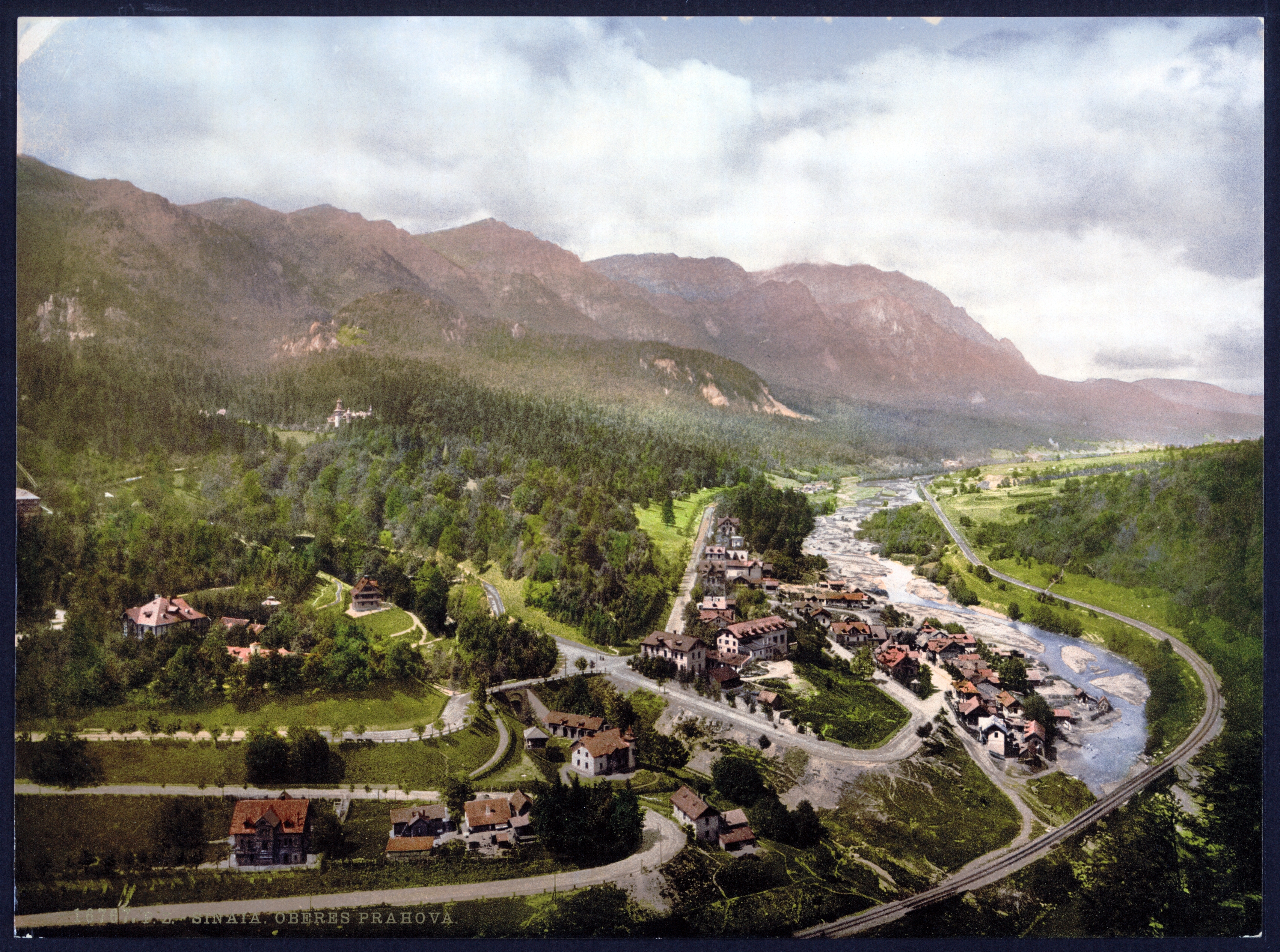
Vista aérea de Sinaia.

## Personalidade local
- Mihai I, rei da Romênia